# Варланд
Варланд (нід. Waarland) — село в нідерландській провінції Північна Голландія. Входить до муніципалітету Схаген.
Його площа становить 9,92 км², а населення станом на 2021 рік складало 2 690 осіб. У 2023 році в селі проживало близько 2 730 мешканців.
Перша згадка про населений пункт датується 1665 роком.